# Alpi Marittime (dipartimento)

Logo

Le Alpi Marittime (in francese Alpes-Maritimes, in occitano provenzale Aups Maritims, in nizzardo Alps Maritims, in ligure Alpi do mâ o Arpi d'u Mâ, in monegasco Arpe Mari̍time) sono un dipartimento francese della regione Provenza-Alpi-Costa Azzurra (Provence-Alpes-Côte d'Azur) creato nel 1860 a seguito della annessione alla Francia, dal Regno di Sardegna, della Contea di Nizza e delle città di Mentone e di Roccabruna (prima del Principato di Monaco) ai quali si aggiunse il distretto di Grasse staccato dal dipartimento del Varo (Département du Var).
Confina con i dipartimenti francesi del Var a sud-ovest e delle Alpi dell'Alta Provenza a nord-ovest, con l'Italia (province di Cuneo in Piemonte e di Imperia in Liguria) a est, il Principato di Monaco e il Mar Mediterraneo e il Mar Ligure a sud.
Il dipartimento comprende 52 cantoni e 163 comuni. Le principali città, oltre al capoluogo Nizza, sono Antibes, Cannes, Grasse e Mentone.

## Geografia fisica

### Territorio
Il territorio del dipartimento è caratterizzato dall'incontro tra l'arco alpino e il Mediterraneo.
A nord si trova una zona di grandi massicci. A nord-est il massiccio antico (gneiss) del Mercantour, con le cima più elevata, quella del Gelàs (3 143 m), con laghi che rappresentano i resti della glaciazione del Quaternario. Il massiccio si prolunga verso nord ovest con il Pelat. I massicci del Mounier, del Tournairet e dell'Authion, sono limitati dalle valli dei fiumi Varo, Tinea, Vesubia e Roia. Il gruppo del Barrot, orientato in senso est-ovest, è percorso ancora dalle valli del Varo e della Tinea. Infine verso sud sono presenti catene di altitudine meno elevata con il Monte Vial e il Cheiron.
Verso il corso inferiore del Varo si passa alle Prealpi di Nizza, con creste calcaree mosse, a volte parallele al mare (Monte Angel e Monte Calvo), e alle Prealpi di Grasse, con altipiani carsici dominati da basse catene in senso est-ovest e terminanti a sud con balzi scoscesi ("baous") che hanno sempre rappresentato un ostacolo alle comunicazioni tra la costa e l'interno.
Il bacino della Siagne e l'altopiano di Valbonne presentano una zona di colline e pianure, bordata verso ovest dagli antichi massicci del Tanneron (gneiss) e dell'Esterel (porfidi).

### Clima
Il clima varia considerevolmente in dipendenza dell'esposizione dei pendii e dell'orientamento delle vallate e anche a seconda della maggiore o minore vicinanza al mare.
Sulla costa si hanno estati calde e secche ed inverni miti e soleggiati, con piogge, anche violente, soprattutto in autunno e nella primavera, e in quantità molto variabili da un anno all'altro. La pluviometria media delle Alpi-Marittime non è molto differente della parigina, ma è caratterizzata dalla sua forte intensità, mentre nella capitale francese è molto più costante.
Alle altitudini più elevate si hanno frequenti temporali estivi e irregolari precipitazioni nevose in inverno. La media delle temperature è comunque in tutte le stagioni più elevata che nelle altre regioni alpine per l'influenza del vicino Mediterraneo.

## Storia
Nella zona di Nizza (Terra Amata) è stato rinvenuto uno dei più antichi focolari conosciuti, che testimonia della padronanza del fuoco già raggiunta dall'uomo circa 400 000 anni fa. In alcune grotte della regione sono inoltre presenti pitture risalenti a circa 20 000 anni fa.
I Liguri sono le prime popolazioni attestate nella regione, dove hanno lasciato dolmen e "castellieri", ossia recinti di pietre a secco che si trovano sulle alture in particolare nella regione di Grasse.
Alla fine del VI secolo a.C. i Focei che si erano stabiliti a Marsiglia, fondarono sulla costa le città di Antipolis (Antibes) e di Nikaia (Nizza). Per la difesa dagli attacchi delle popolazioni locali stanziate sulle montagne, le due città si allearono quindi con Roma. Le genti alpine furono definitivamente sconfitte sotto Augusto tra il 25 e il 14 a.C.: venne quindi creata la provincia delle Alpi Marittime con capoluogo a Cemenelum (Cimiez).
Dopo la caduta dell'Impero romano d'Occidente la regione passò sotto il dominio degli Ostrogoti.
Dal IX secolo subì gli attacchi dei pirati Saraceni. A partire dall'XI secolo fu sottoposta ai Conti di Provenza, sotto l'autorità delle famiglie dei Barcelone e quindi degli Angiò. Dopo le lotte per la successione alla regina Giovanna I di Napoli, nel 1388 la regione di Nizza riconobbe la sovranità dei duchi di Savoia, mentre Grasse restò alla Provenza, che passò quindi alla corona francese nel 1481.
Durante il regno di Luigi XIV, nel 1713, la contea di Nizza venne a due riprese conquistata e quindi ripersa dalla Francia.

Le Alpi Marittime nel 1793

Il primo dipartimento francese delle Alpi Marittime esistette tra il 1793 e il 1814.
Nel 1792 le truppe della Rivoluzione francese entrarono a Nizza; il 31 gennaio 1793 la Francia annesse la contea di Nizza e il Principato di Monaco, creando per la prima volta il dipartimento, anche se la valle del Roja fu conquistata solo da Napoleone nel 1796.

Le Alpi Marittime nel 1805

Stemma di Nizza nell'Impero napoleonico

Il 17 pratile dell'anno XIII (6 giugno 1805) la Repubblica Ligure viene annessa alla Francia; la parte occidentale fino a Sanremo è annessa alle Alpi Marittime, mentre il resto del territorio va a costituire 3 nuovi dipartimenti dell'Impero francese: Appennini (Apennins), Genova (Gênes) e Montenotte. Il 23 settembre 1805, il dipartimento delle Alpi Marittime venne riorganizzato nel seguente composizione:
- Arrondissement di Nizza (Arrondissement de Nice), composto dagli otto cantoni preesistenti, nonché da quelli di Mentone (Menton), Monaco e Sospello (Sospel); Breglio sul Roia (Breil-sur-Roya) e Saorgio (Saorge) sono distaccati nell'arrondissement di Sanremo.
- Arrondissement di Sanremo (arrondissement de San Remo):
  - Cantone di Sanremo: La Colla; San Remo
  - Cantone di Ventimiglia (canton de Vintimille): Airole; Bevera; Camporosso; La Penna; Ventimiglia (Vintimille).
  - Cantone di Bordighera: Bordighera; Borghetto; San Biagio; Sasso; Seborga; Soldano; Vallebona; Vallecrosia.
  - Cantone di Taggia: Badalucco; Castelbajardo; Ceriana; Montalto; Taggia.
  - Cantone di Triora: Triora.
  - Cantone di Pigna (canton de Pigne): Castel Franco; Pigna (Pigne).
  - Cantone di Briga (canton de La Brigue): Briga (La Brigue); Tenda (Tende).
  - Cantone di Perinaldo: Apricale; Borjardo; Dolceacqua; Isolabona; Perinaldo; Rochetta.
  - Cantone di Saorgio (canton de Saorge): Breglio (Breil); Saorgio (Saorge).
- Arrondissement de Puget-Théniers (Poggetto Tenieri):
  - cantoni di Gilette, Guillaumes, Puget-Théniers, Roquestéron, Saint-Étienne-de-Tinée, Villars-sur-Var.

Nel 1812 il dipartimento aveva una popolazione di 131 266 abitanti e un'area di 322 674 ettari (3 226,74 km²).
Nel 1814, l'esito della campagna nel nord-est della Francia pone fine al dipartimento delle Alpi Marittime: Il re di Sardegna Vittorio Emanuele I riprende il controllo della Contea di Nizza il 23 aprile 1814. La Repubblica di Genova viene restaurata il 26 aprile prima di essere annessa al Regno di Sardegna il 28 giugno. Il 30 maggio, il trattato di Parigi riporta la Francia nei suoi confini del 1792, consacrando lo scioglimento del dipartimento e il ritorno all'indipendenza del Principato di Monaco.
Nel 1860 la provincia di Nizza è ceduta a Napoleone III di Francia con il trattato di Torino come ricompensa per il sostegno durante la seconda guerra d'indipendenza italiana e per l'avallo all'annessione dell'Emilia e della Toscana, non prima però di staccare quel pezzo di territorio che da quel momento diverrà l'odierna provincia di Imperia. L'arrondissement di Grasse fu staccato dal dipartimento del Varo (che prende il suo nome dal fiume omonimo) per andare a formare con il neoannesso Nizzardo il nuovo dipartimento delle Alpi Marittime (da adesso in poi il Varo sarà l'unico dipartimento francese a prendere il nome da un elemento geografico non facente parte del territorio individuato).
In questi anni comincia a svilupparsi il turismo e molti stranieri si stabiliscono nella regione attirati dalla mitezza del clima (inglesi a Nizza e Cannes, Russi a Nizza, dove morì lo zarevic). Lo sviluppo del litorale comportò tuttavia l'inizio dell'impoverimento dell'entroterra e della parte montuosa del territorio.
Il 10 febbraio 1947, a Parigi, veniva firmato il Trattato di Pace, in base al quale alcuni territori della vecchia provincia di Nizza tra cui Briga Marittima (La Brigue) e Tenda (Tende) che erano rimasti all'Italia nel 1860 poiché si fece credere ai francesi che quello fosse territorio di caccia preferito di Vittorio Emanuele II di Savoia, furono annessi alla Francia e fu praticata un'opera di nazionalizzazione dei territori conquistati.
Rimasero all'Italia le frazioni di Briga Marittima di Piaggia, Carnino e Upega che formarono il comune di Briga Alta.

### Siti preistorici
- Grotta di Vallonnet (Roquebrune-Cap-Martin - Roccabruna, tra 950 000 e 900 000 anni fa).
- Terra Amata (Nizza, 21 strati di insediamento tra 450 000 e 380 000 anni)
- Grotta del Lazzaretto (Nizza, tra 200 000 e 100 000 anni fa)
- Grotta di Pie-Lombard (Tourrettes-sur-Loup, sepolture di 50 000 anni fa circa)
- Tomba di Castellaro (Mentone, epoca neolitica).

## Società

### Evoluzione demografica
Oltre un quarto della popolazione ha un'età superiore ai 60 anni e il tasso di crescita della popolazione è positivo solo a seguito dell'immigrazione.
Il tasso di urbanizzazione è superiore alla media nazionale e oltre il 94% della popolazione risiede in tre agglomerazioni urbane importanti: quella di Nizza (che comprende 24 comuni, con oltre mezzo milione di abitanti), quella di Cannes, Grasse e Antibes (23 comuni, con oltre 350 000 abitanti) e quella di Mentone e Monaco (9 comuni in territorio francese, con oltre 65 000 abitanti).
Nelle città crescono soprattutto le periferie, a causa della saturazione dello spazio delle strette fasce costiere, con alto costo dei terreni.
Parallelamente i cantoni di montagna hanno subito uno spopolamento, accelerato in seguito alle due guerre mondiali, più evidente nei piccoli comuni.

## Città principali
- Nizza (Nice) 346 900 ab.
- Antipoli (Antibes) 75 000 ab.
- Cannes (Cannes) 70 400 ab.
- Grassa (Grasse) 49 100 ab.
- Cagnes (Cagnes-sur-Mer) 48 800 ab.
- Le Cannet 42 800 ab.
- Vallauris 30 500 ab.
- Saint-Laurent-du-Var 30 400 ab.
- Mentone 28 792 ab.
- Mandelieu-la-Napoule 20 200 ab.
- Mougins 19 500 ab.
- Vence 18 200 ab.

## Economia

### Agricoltura e allevamento
Nelle zone montuose sono presenti aziende che occupano ampie estensioni di terreno per i pascoli. Il maggior numero del bestiame, generalmente in diminuzione, è costituito da ovini e caprini (montone di Provenza, soprattutto verso ovest). I bovini (vacche piemontesi, soprattutto verso est) sono allevati per la produzione di carne, mentre la produzione di latte è in diminuzione anche a causa dell'introduzione delle quote massime di produzione per il latte. La transumanza estiva è praticata in modo estensivo soprattutto nei pascoli d'altura.
L'allevamento dei volatili ha subito una netta diminuzione e riguarda soprattutto la produzione di uova, concentrata in stabilimenti di medie dimensioni.
L'apicultura ha una certa diffusione soprattutto nella regione tra Tignet e Brell, dove le api seguono il ciclo vegetativo delle piante spostandosi in estate verso la montagna e il fiume Var.
La produzione agricola più rilevante economicamente è costituita dal settore ortofrutticolo e floreale (in particolare con i fiori recisi mentre la tradizionale produzione di piante da profumo, aromatiche e medicinali è in netta diminuzione).
Si è sviluppata la cultura dell'olivo (nel 2001 le "olive di Nizza" hanno ottenuto il marchio DOC), che tuttavia non è in genere l'unico prodotto delle aziende. I vigneti sono considerevolmente diminuiti concentrando la produzione di vini tra quelli di maggiore qualità e DOC.
La produzione di cereali è scarsa, mentre è in crescita il settore dell'agriturismo.
L'agricoltura è in diminuzione nelle regioni costiere a causa dell'alto costo dei terreni. Lo sfruttamento agricolo avviene soprattutto con imprese a conduzione familiare.

### Industria
Il territorio non ha una forte tradizione industriale, ma il settore si è fortemente sviluppato a partire dagli anni 1960 (stabilimento della Texas Instrument a Villeneuve-Loubet nel 1961, centro di ricerche europee dell'IBM a La Gaude nel 1962, stabilimento della Thomson a Cagnes-sur-mer), in particolare nei settori ad alta tecnologia e con una larga apertura verso i mercati esteri.
Attualmente ha sede a Cannes-La Bocca l'Alcatel Space, nata nel 1998 e leader europeo per la produzione di satelliti, che impiega circa 2 000 persone. L'azienda farmaceutica di Arkopharma, con produzione rivolta soprattutto alla fitoterapia, occupa circa 1 300 persone.
La più antica attività industriale è invece rappresentata dalle industrie profumiere di Grasse, che sembra aver tratto origine dalle concerie di cuoio (presenti sin dal XIII secolo) e dalle produzioni di sapone: tra il XVI secolo e la metà del XVIII si sviluppa la produzione del cuoio profumato e nascono botteghe artigianali a conduzione familiare per la distillazione di oli essenziali, ricavate da piante e fiori coltivati in proprio.
Lo sviluppo degli ultimi cinquant'anni ha visto la sostituzione dei prodotti di origine naturale con prodotti di sintesi e una produzione sia di profumi che di profumazioni per cosmetici e di aromi per l'industria alimentare, con la maggiore concentrazione mondiale di imprese del settore.
A partire dagli anni 1970 un polo tecnico scientifico (Sophia-Antipolis) si è costituito nella regione precedentemente non urbanizzata dell'altopiano di Valbonne, dove hanno sede diverse scuole superiori tecniche di alto livello e numerosissime imprese ad alta tecnologia (soprattutto nel settore dell'informazione e della comunicazione), che nel 2000 hanno dato impiego a circa 20 000 persone.
Grande sviluppo economico e industriale ha conosciuto la piana del Var, in precedenza zona di confine tra la Savoia e la Francia, interessata a partire dagli anni 1960 dall'espansione di Nizza. La zona di Carros-Le-Neuf è occupata da industrie farmaceutiche, informatiche ed alimentari, mentre a Nizza vanno sorgendo diversi poli di affari e commercio, di attività distributive e di imprese tecnologiche e della comunicazione.

### Turismo
La dolcezza del clima e il patrimonio storico-monumentale hanno permesso lo sviluppo dell'attività turistica a partire dalla fine del XIX secolo, con la celebre Costa Azzurra, costituendo il motore della crescita economica della regione.
La stagione turistica dura per tutto l'anno, con presenze che variano tra le 750 000 e le 50 000. Il mese di punta è agosto, ma il turismo autunnale è in aumento.
I turisti sono per oltre metà stranieri (al primo posto gli inglesi). Il turismo anglo-americano, risente tuttavia fortemente degli avvenimenti internazionali.
La presenza turistica sulle montagne è invece soprattutto escursionistica, sia in inverno, da parte di residenti nel dipartimento, sia in estate per i turisti alloggiati nelle località sulla costa.